# Mrkonjić Grad
Mrkonjić Grad (Cirílico: Мркоњић Град) es una ciudad y municipio en la parte noroccidental de Bosnia y Herzegovina, perteneciente a la entidad de la República Srpska. Se encuentra en la región histórica de Bosanska Krajina, entre Banja Luka y Jajce. Cercano a la ciudad se encuentra el lago Balkana, paraje natural que cuenta con algunas instalaciones turísticas.

## Nombre
La denominación de la ciudad cambió varias veces a lo largo de la historia: Gornje Kloke, Novo Jajce (Jenidži Jajce), Varcarev Vakuf, Varcar Vakuf y finalmente Mrkonjić Grad. La última modificación del nombre tuvo lugar en 1924 después de que el rey Pedro I de Serbia tomase el sobrenombre de Mrkonjić durante su participación como hajduk en el alzamiento contra el Imperio otomano ocurrido entre 1875 y 1878.

## Historia
Durante la Segunda Guerra Mundial, la ciudad se hizo conocida por acoger la primera reunión del ZAVNO BiH el 25 de noviembre de 1943, en la que Bosnia y Herzegovina fue proclameda como república común de los serbios, croatas y bosníacos musulmanes.
Durante gran parte de la Guerra de Bosnia la ciudad estuvo en manos serbobosnias hasta que las fuerzas bosniocroatas del Consejo Croata de Defensa (HVO) la tomaron en 1995, lo que provocó la huida de la población serbia. Tras los acuerdos de paz de Dayton la ciudad quedó encuadrada en la entidad de la República Srpska.

## Demografía

### 1910
Según el censo austrohúngaro de 1910, casi un 80 por ciento (en concreto, el 79,61%) de la población del entonces municipio de Varcar Vakuf era de confesión ortodoxa.

### 1971
Sobre un total de 30.159 habitantes:
- Serbios - 24.990 (82,86%)
- Musulmanes - 2.734 (9,06%)
- Croatas - 2.204 (7,30%)
- Yugoslavos - 98 (0,32%)
- Otros - 133 (0,46%)

### 1981
Sobre un total de 29.684 habitantes:
- Serbios - 23.364 (78,70%)
- Musulmanes - 3.009 (10,13%)
- Croatas - 2.290 (7,71%)
- Yugoslavos - 855 (2,88%)
- Otros - 166 (0,58%)

### 1991
Según el censo de 1991, el municipio de Mrkonjić Grad contaba con 27.379 habitantes distribuidos de la siguiente manera:: 
- 21.159 serbios (Véase: serbobosnios)
- 3,275 musulmanes (Véase: musulmanes de nacionalidad)
- 2,141 croatas (Véase: bosniocroatas)
- 584 yugoslavos
- 220 otros

En el casco urbano residían 11.261 personas, incluyendo:
- 78% de serbios
- 13% de bosníacos
- 4% de yugoslavos
- 3% de croatas
- 2% de otras etnias

### 2006
En 2006, la mayoría de habitantes del municipio eran de etnia serbia.